# Berömda berättare
Berömda berättare var en monografiserie som utgavs av Folket i bilds förlag 1948-1959. Varje antologi innehöll en rad noveller eller utdrag ur romaner, dels av svenska författare, dels av utländska (dessa senare ofta översatta speciellt för tillfället), illustrerade av kända svenska bokillustratörer. Upplagorna var tämligen stora; i Berömda berättare om jakt och fiske, djur och natur anges den vara 9 500 och i Berömda berättare om kvinnor och kärlek 12 000.
Förlaget Askild & Kärnekull nyttjade 1975 och 1979 Berömda berättare som seriebeteckning för fem romaner (varav tre av bestsellerförfattaren R. F. Delderfield).

## Delar i serien
- Berömda berättare (urval av Ivar Öhman, med illustrationer av Bertil Bull Hedlund) (1948)
- Den bästa novellen (redigerad av Ivar Öhman, illustratör Björn Jonson) (1949)
- Berömda berättare om jakt och fiske, djur och natur (urval av Sven Rosendahl, med illustrationer av Uno Stallarholm) (1951)
- Ny samling klassiska och moderna noveller (urval av Ivar Öhman, med illustrationer av Bertil Bull Hedlund) (1952)
- Berömda berättare från de sju haven (i urval av Erik Asklund, med teckningar av Eric Palmquist) (1954)
- Berömda berättare om kvinnor och kärlek (ett novellurval av Ingrid Arvidsson, med teckningar av Stig Södersten) (1955)
- Berömda berättare om världsstäder (i urval av Erwin Leiser, med teckningar av Adolf Hallman) (1956)
- Berömda franska berättare (i urval av Gunnar Ekelöf och Östen Sjöstrand, med teckningar av Adolf Hallman) (1957)
- Berömda ryska berättare från Tjechov till Sjolochov (i urval av Nils Åke Nilsson, med teckningar av Kerstin Abram-Nilsson) (1958)
- Berömda tyska berättare (urval av Johannes Edfelt, teckningar av Börje Sandelin) (1959)